# Parafia Świętej Rodziny w Kamionce
Parafia pw. Świętej Rodziny w Kamionce – parafia rzymskokatolicka należąca do  dekanatu piaseczyńskiego, archidiecezji warszawskiej, metropolii warszawskiej Kościoła katolickiego.
Parafię erygował w 1994 kardynał Józef Glemp.